# Jerzy Montag
Jerzy Montag (ur. 13 lutego 1947 w Katowicach) – niemiecki prawnik i polityk, deputowany do Bundestagu XV, XVI i XVII kadencji (2002–2013).

## Życiorys
Urodził się w rodzinie polskich Żydów, którzy w latach 50 XX w. wyemigrowali do Niemiec Zachodnich. Po uzyskaniu matury w gimnazjum Moll w Mannheim studiował prawo, socjologię i nauki polityczne na Uniwersytecie w Heidelbergu, Mannheim i Monachium (1966–1973). W 1973 i 1975 złożył dwa prawnicze egzaminy państwowe, które umożliwiły mu praktykę zawodową (w dziedzinie prawa karnego, w którym się specjalizuje).
W 1984 przystąpił do Zielonych. W latach 1999–2002 pełnił obowiązki przewodniczącego partii w Bawarii. W 2002 po raz pierwszy wywalczył mandat poselski (z listy regionalnej w Monachium), reelekcję uzyskując w 2005 i 2009. W Klubie Poselskim Zielonych był rzecznikiem ds. prawnych. Przewodził również Niemiecko-Izraelskiej Grupie Parlamentarnej.
Mieszka z żoną i dwiema córkami w dzielnicy Monachium-Południe. Jest członkiem Niemieckiego Związku Prawników oraz Związku na Rzecz Ochrony Przyrody.